# Jonny Dickson
Jonny Dickson (9 de abril de 2001) es un deportista británico que compite en piragüismo en la modalidad de eslalon. Ganó una medalla de plata en el Campeonato Europeo de Piragüismo en Eslalon de 2024, en la prueba de K1 cross individual.

## Palmarés internacional
| Campeonato Europeo | Campeonato Europeo | Campeonato Europeo | Campeonato Europeo  |
| Año                | Lugar              | Medalla            | Competición         |
| ------------------ | ------------------ | ------------------ | ------------------- |
| 2024               | Tacen (Eslovenia)  | Medalla de plata   | K1 cross individual |